# Ambivali Tarf Bahare
Ambivali Tarf Bahare – wieś w Indiach położona w stanie Maharasztra, w dystrykcie Thane, w tehsilu Dahanu.
Według spisu ludności Indii z 2011 roku, w Ambivali Tarf Bahare znajduje się 401 gospodarstw domowych, które zamieszkuje 2055 osób.